# Aqüeducte de Vilageliu
L'Aqüeducte de Vilageliu, també conegut com aqüeducte de Barbat per la proximitat a la masia del mateix nom, és una obra de Tona (Osona) protegida com a Bé Cultural d'Interès Local.
A la zona s'hi troba l'església romànica de Sant Miquel de Vilageliu.

## Descripció
Aqüeducte sobre el riu Congost, situat entre la masia de Vilageliu i el mas Barbat (a 500 m del primer mas), al límit entre Tona i Balenyà. Té un sol arc que es recolza sobre la pedra. Sembla que la construcció podria haver tingut les funcions de pont i d'aqüeducte.
Fou restaurat i consolidat al segle xx.